# تياغو ترينداد
تياغو ترينداد هو لاعب كرة قدم برازيلي في مركز الهجوم، ولد في 18 فبراير 1989 في نيتيروي في البرازيل. لعب مع Oulun Palloseura (football) ‏.